# Jomo Cosmos FC
Jomo Cosmos Football Club – południowoafrykański klub piłkarski grający obecnie w Premier Soccer League, mający siedzibę w mieście Johannesburg, stolicy prowincji Gauteng.

## Historia
Klub został założony 29 stycznia 1983 roku jako następca zespołu Highlands Park FC. Nazwa Jomo Cosmos wzięła się od połączenia imienia legendy klubu, byłego zawodnika, a następnie prezesa i trenera Jomo Sono oraz nazwy amerykańskiego klubu New York Cosmos, w którym występował Sono. W 1987 roku Jomo Cosmos wygrał rozgrywki National Soccer League zostając tym samym mistrzem Republiki Południowej Afryki. W 1990 roku zwyciężył w Bob Save Super Bowl, w 2002 – w Coca-Cola Cup, a w 2003 – w SAA Supa 8. W 2008 roku zespół spadł z Premier Soccer League do Mvela League (II liga) po raz pierwszy od 1993 roku. Na drugim szczeblu rozgrywek w kraju spędził rok i w 2009 roku ponownie stał się członkiem Premier League.

## Sukcesy
- Coca-Cola Cup
  - zwycięstwo (2): 2002, 2005.

- SAA Supa 8
  - zwycięstwo (1): 2003.

- National Soccer League
  - mistrzostwo (1): 1987.

- Second Division
  - mistrzostwo (1): 1994

## Historia występów w Premier Soccer League
- 2007/2008 – 16. miejsce
- 2006/2007 – 7. miejsce
- 2005/2006 – 9. miejsce
- 2004/2005 – 13. miejsce
- 2003/2004 – 13. miejsce
- 2002/2003 – 8. miejsce
- 2001/2002 – 4. miejsce
- 2000/2001 – 4. miejsce
- 1999/2000 – 7. miejsce
- 1998/1999 – 10. miejsce
- 1997/1998 – 7. miejsce
- 1996/1997 – 7. miejsce

## Uczestnicy Mistrzostw Świata grający w klubie
- Mark Fish
- Simon Gopane
- Philemon Masinga
- Helman Mkhalele
- Teboho Mokoena
- Thabang Molefe
- Lebohang Morula
- MacDonald Mukansi
- Alfred Phiri
- MacBeth Sibaya